# 무시디역
무시디역(중국어: 木樨地站)은 베이징시 시청구에 위치한 베이징 지하철 1호선과 16호선의 환승역이다. 1호선의 역 번호는 112이다. 1969년 10월 1일에 개통하였으나 1977년이 되어서야 민간인 개방이 이루어졌다. 인근에 수도박물관과 중화전국총공회 본회가 있다.

## 위치
이 역은 푸싱로(复兴路)위 무시디교(木樨地桥) 아래에 위치한다.

## 역 구조

### 층별 구조
1호선 무시디역은 분리식 대합실과 섬식 승강장으로 설계됐으며 승강장 기둥은 적갈색이다.
16호선 무시디역은 마오린주 동로(茂林居东路)와 창안가(长安街) 교차로 북쪽에 위치하고 있으며, 융딩허 인수로(永定河引水渠) 서쪽과 중국 수자원 수력발전 과학연구원 주거 지역에 위치하며 개착식 공법을 적용했다. 길이 209.2m, 폭 23.7m로 4층 규모다. 이중 승강장 층에는 세 개의 직사각형 프레임 구조로 가로 14.06m의 섬식 승강장이 있다.
| 지면층   | 출구                                                    | A—D출구                                   |  |
| 지하 1층 | 1호선 대합실                                            | 개집표기, 자동판매기, 이카통(一卡通) 충전 |  |
| 지하 2층 |                                                         | ← ■ 1호선 핑궈위안 방면(군사박물관)       |  |
| 지하 2층 | 섬식 승강장, 왼쪽 출입문이 열림                         |                                           |  |
| 지하 2층 | → ■ 1호선 쓰후이둥 / ■ 바퉁선 환추두자취 방면(난리스루) |                                           |  |
| 지하 3층 | 16호선 대합실                                           | 개집표기, 자동판매기, 이카통(一卡通) 충전 |  |
| 지하 4층 |                                                         | ← ■ 16호선 베이안허 방면(위위안탄둥먼)    |  |
| 지하 4층 | 섬식 승강장, 왼쪽 출입문이 열림                         |                                           |  |
| 지하 4층 | → ■ 지하철 16호선 완핑청 방면(다관잉)                   |                                           |  |

### 출구
무시디역은 총 8개의 출구가 있다.
|              |                                                                                                   |
|              |                                                                                                   |
| 출구         | 출구 인근                                                                                         |
| 出口 · A · 1 | 푸싱먼 외대가(复兴门外大街)(북측), 중국 과학원, 국가신식 센터, 중국과학기술협회(중국과학기술회당) |
| 出口 · A · 2 | 푸성먼 외대가(北측), 싼리허 3구(三里河三区)                                                       |
| 出口 · B · 1 | 푸성먼 외대가(北측), 창안 상점                                                                    |
| 出口 · B · 2 | 푸성먼 외대가(北측), 싼리허 3구                                                                   |
| 出口 · C · 1 | 푸성먼 외대가(南측), 중화전국총공회 본회, 수도박물관                                              |
| 出口 · C · 2 | 푸성먼 외대가(南측), 무시디 북리(木樨地北里)                                                      |
| 出口 · D · 1 | 푸성먼 외대가(南측), 궈훙 호텔(国宏宾馆), 중국인민공안대학, 중국철로 베이징국 그룹                |
| 出口 · D · 2 | 푸성먼 외대가(南측), 무시디 북리                                                                  |
| 出口 · E     | 위위안탄 남로(南측)                                                                               |
| 出口 · F     | 푸싱로(北측)                                                                                      |

## 사진

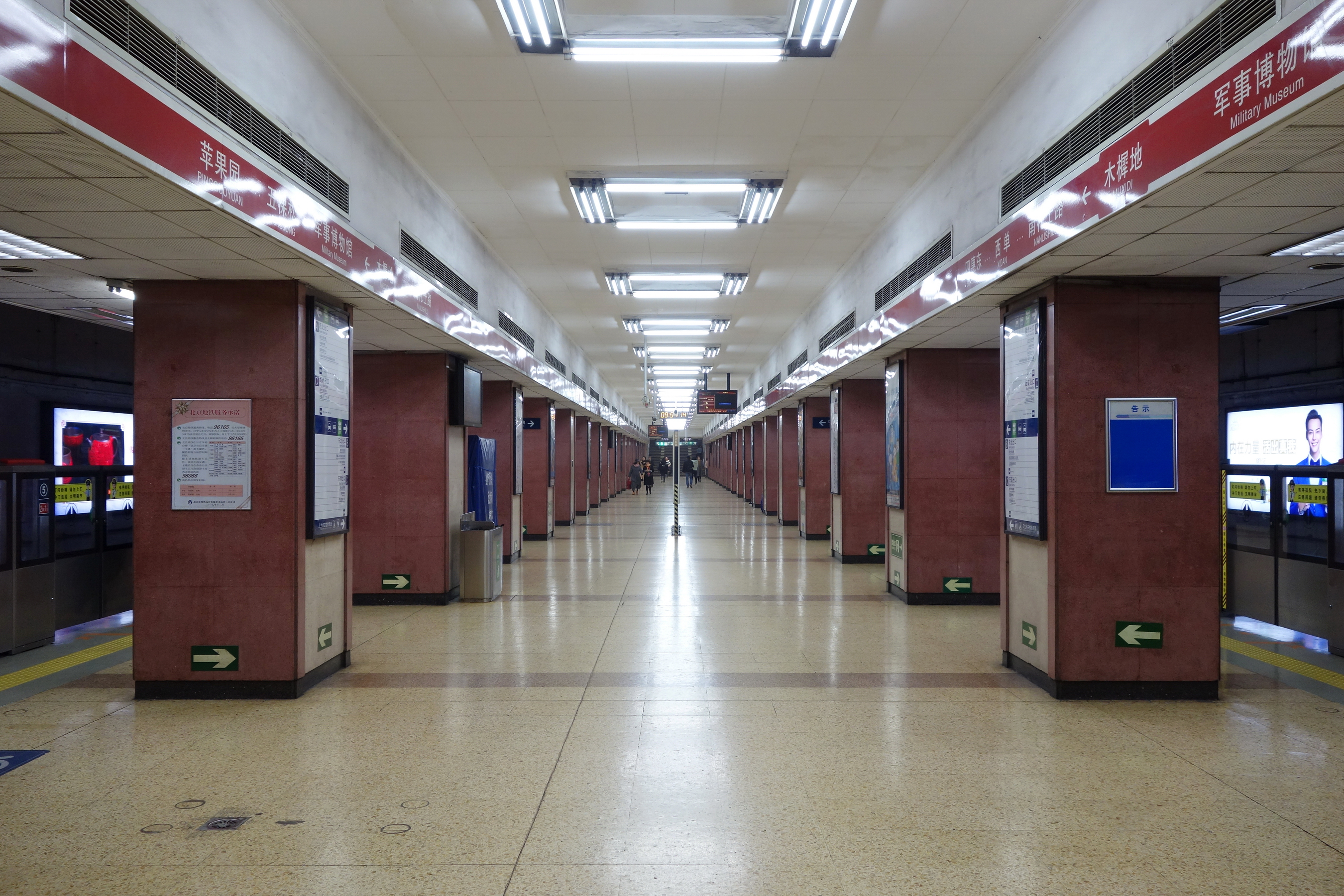
승강장
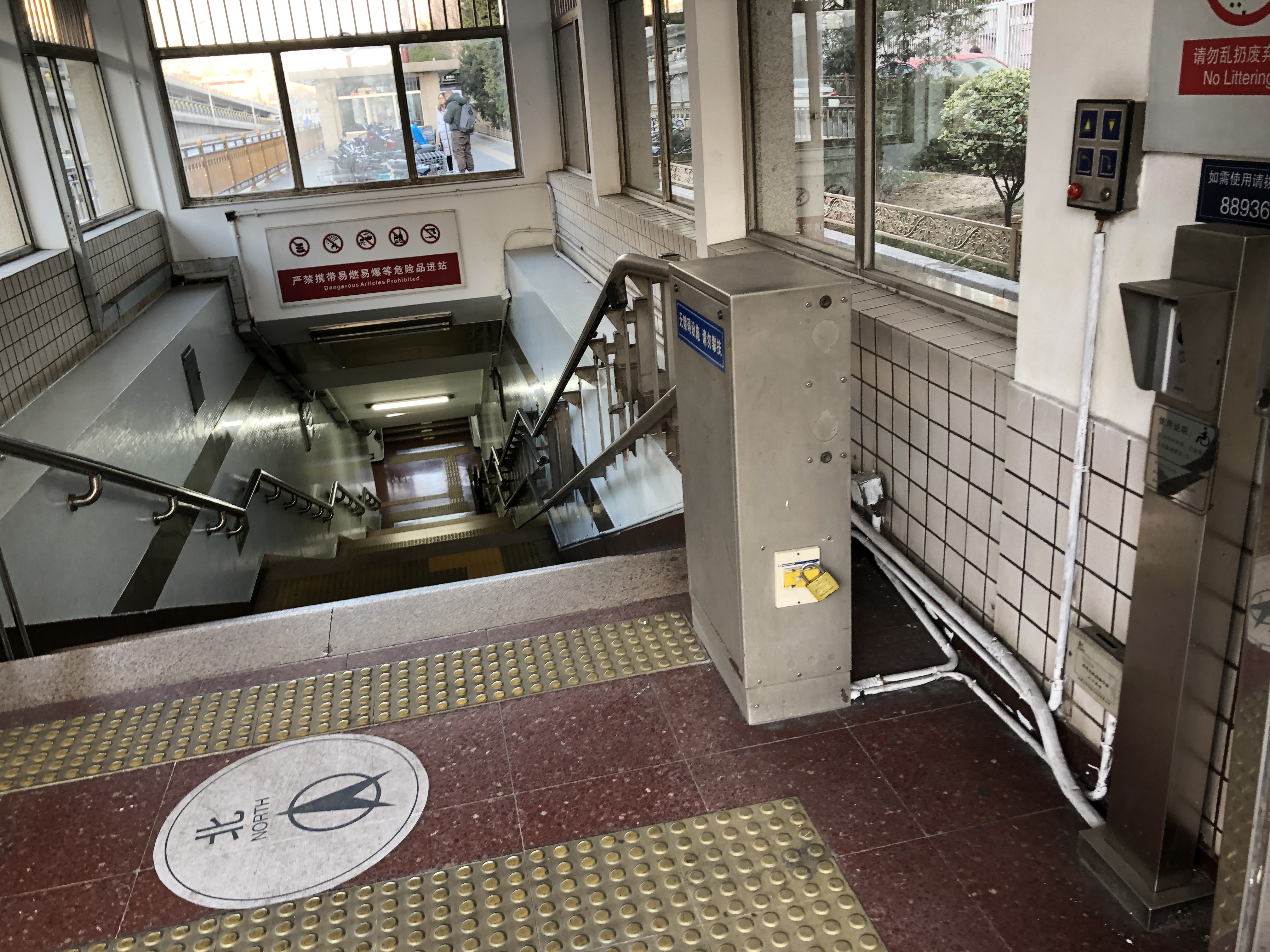
D1 출구
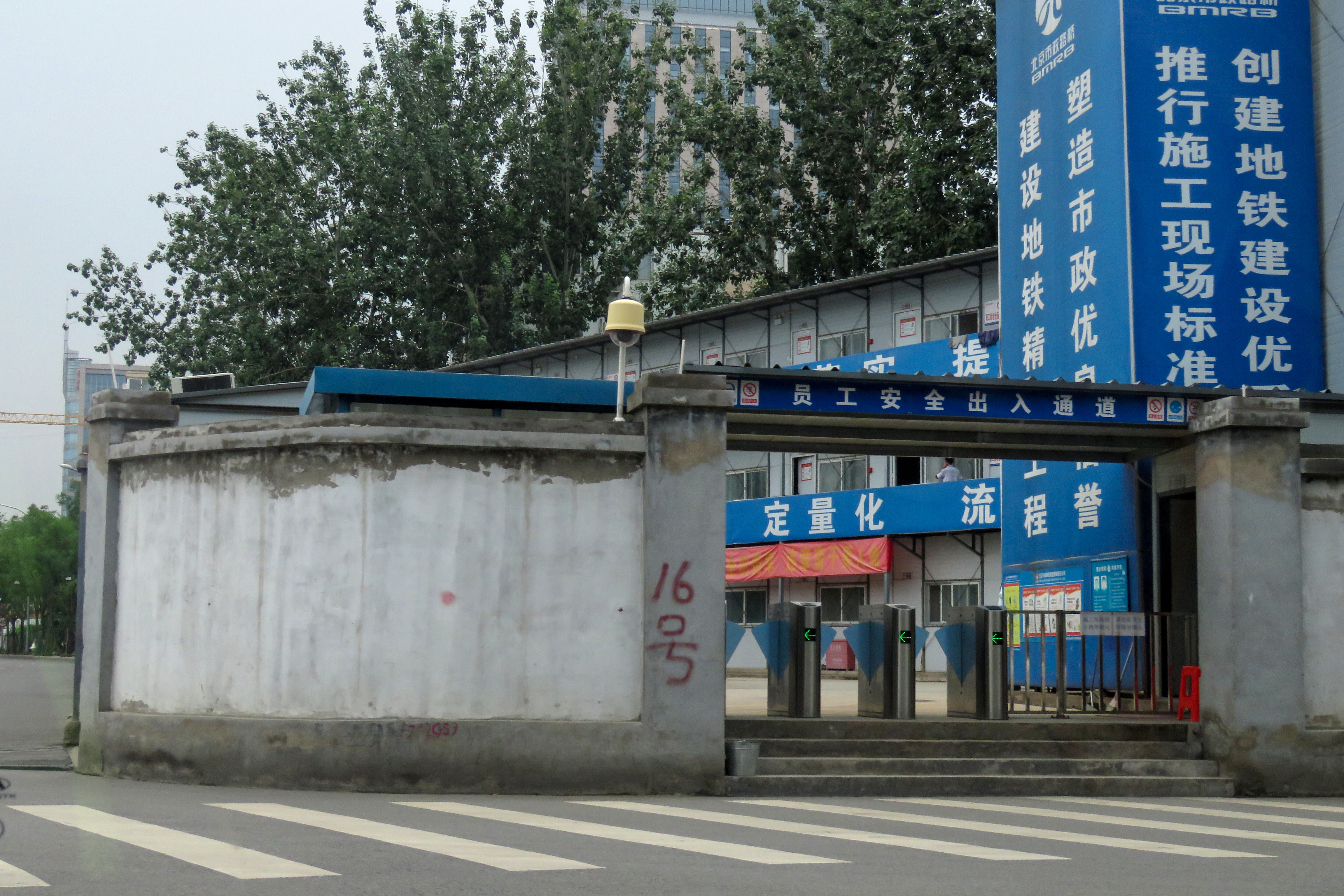
16호선 공사인원용 출입구
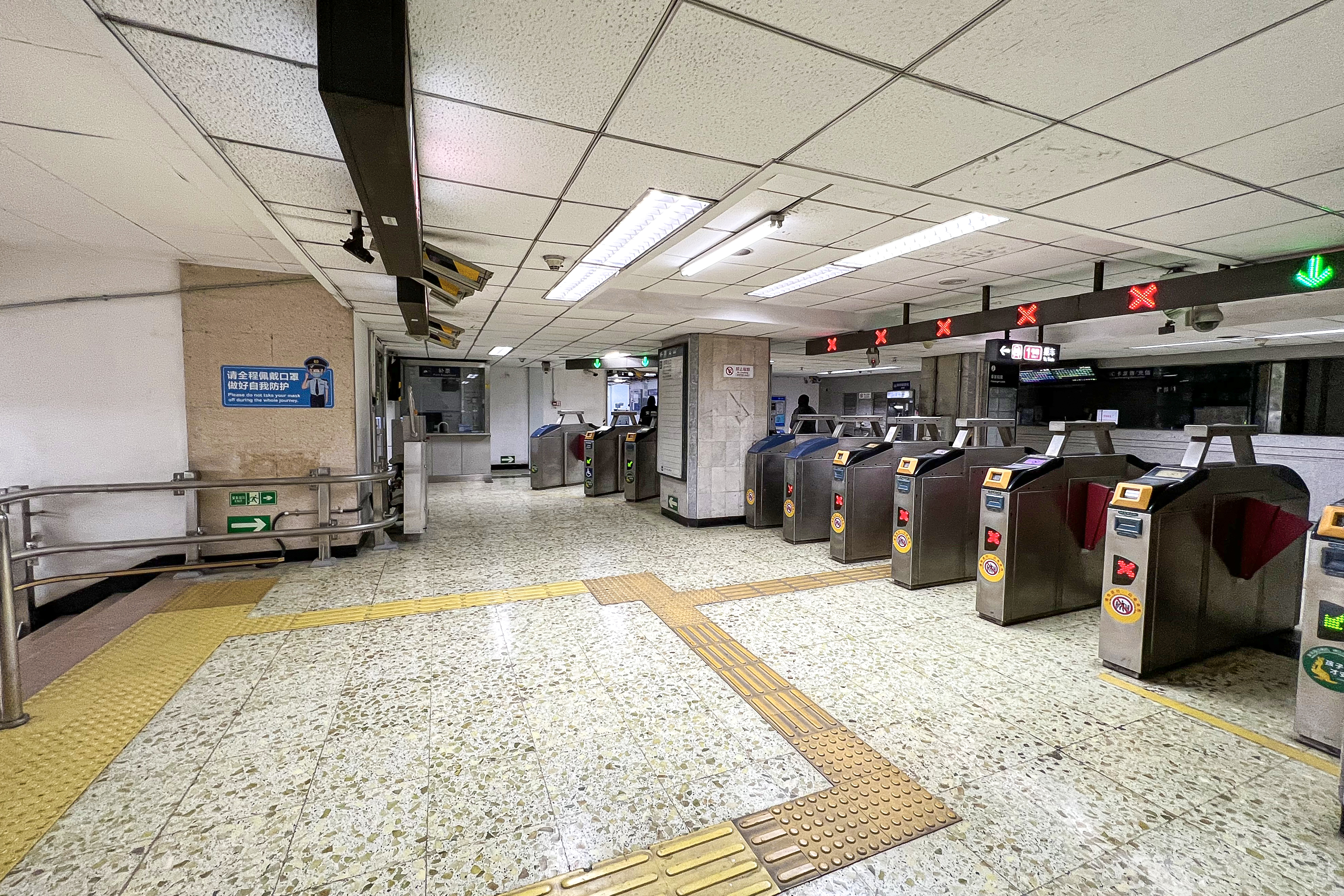
1호선 서쪽 대합실
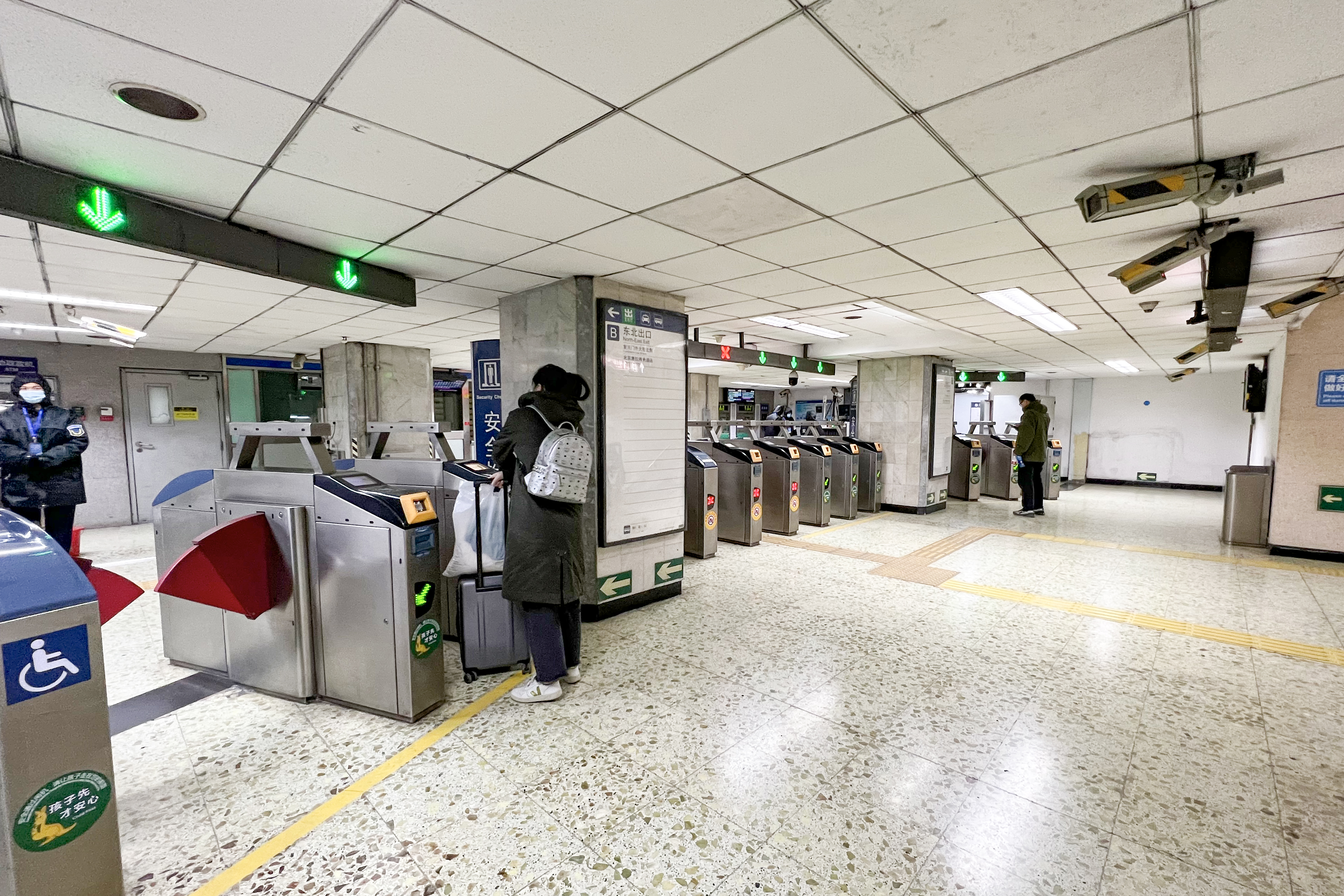
1호선 동쪽 대합실
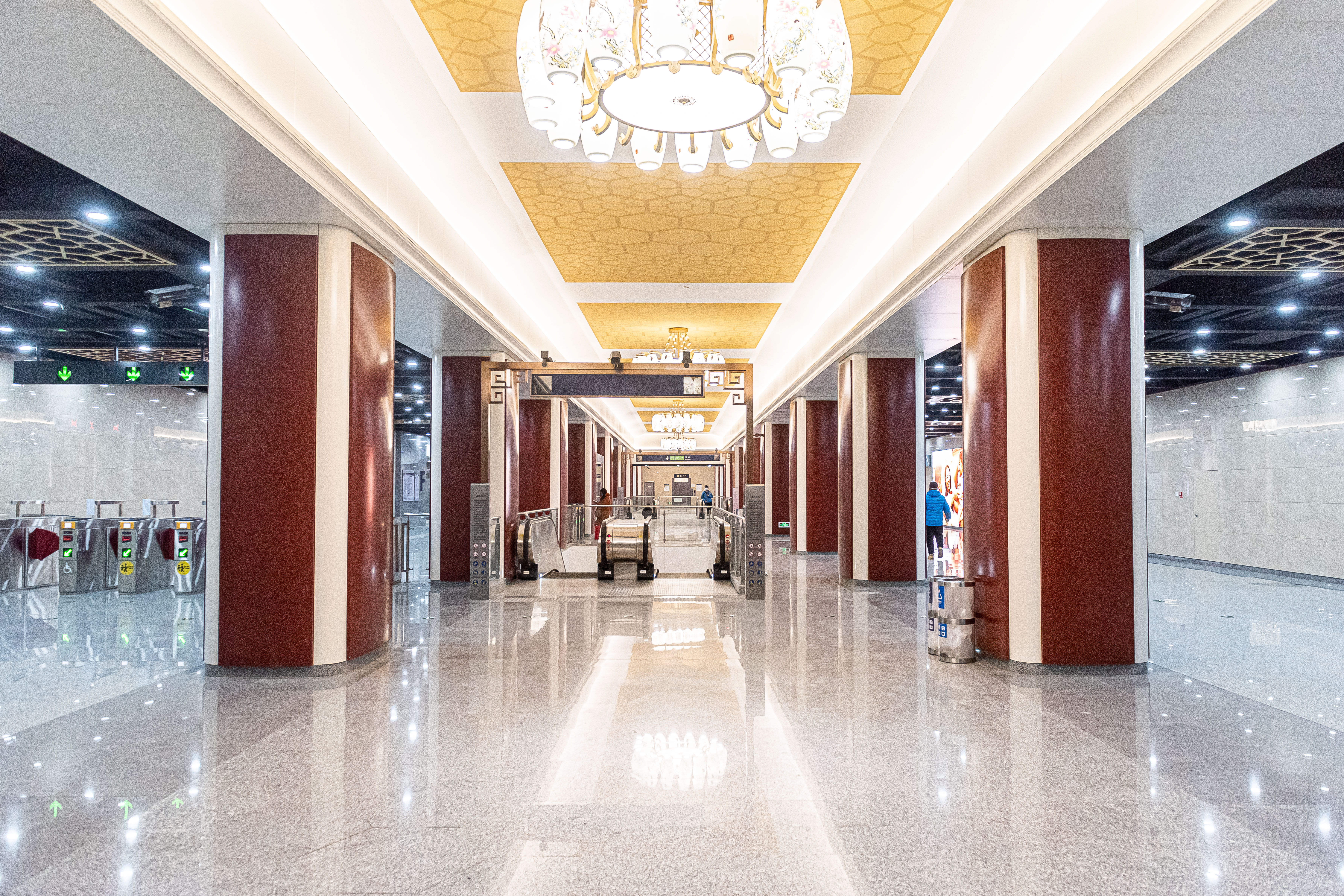
16호선 대합실